# محمدرضا شمس
محمدرضا شمس نویسنده و مترجم حوزه کودک و نوجوان در سال ۱۳۳۶ در محله شاهپور تهران به دنیا آمد. از آثار او می‌توان به کتاب‌های، یک سبد سیب، خواب و پسرک، افسانه روباه حیله‌گر، اگر این چوب مال من بود، روباه و خروس و ... درزمینه کودک و نوجوانان، اشاره کرد. وی بعد از انقلاب با مجلات "کیهان بچه هاًرشد نوآموز"، "کودک و دانش آموز" "سروش کودک و نوجوان"،"باران" "سلام بچه ها" " پوپک"و "گلک" همکاری کرد.

## آثار وی
- یک سبد سیب
- خواب و پسرک
- افسانه روباه حیله گر
- اگر این چوب مال من بود
- روباه و خروس
- قصه آهو کوچولو
- دم قورباغه
- دامنی پر از ستاره
- خواب گمشده مادر بزرگ
- قصه بهار
- حسنی و دیو
- پهلوان پنبه
- امبرحمزه صاحبقران
- دیوانه و چاه
- مراد شمر
- قصه‌های علمی
- عروسی
- صیادان ماه
- جاده
- پول های روغنی
- قصه های بترس برای بچه های نترس
- اسکلت بخشنده
- عمه گیلاس/هیولای کوه به دوش
- قصه های الفبا

یکی از قصه‌های مجموعهٔ «پهلوان پنبه» چاپ انتشارات افق به نام «به دنبال بخت»، در کتاب فارسی چهارم دبستان چاپ شده بود که بعدها حذف شده است و قصهٔ «روباه و خروس» چاپ انتشارات سروش، در کتاب «بخوانیم و بنویسیم» دوم دبستان چاپ شده‌است.